# Formativ bedömning
Formativ bedömning är den kontinuerliga bedömningsprocess, minut för minut, timme för timme, där elever får en förståelse för vad som ska läras och olika kvaliteter i lärandet och där läraren genom sin bedömning anpassar (formerar, därav begreppet) undervisningen så att den bättre möter elevernas omedelbara inlärningsbehov. Bedömningen innesluter en åtgärd och bidrar till förståelse för hur "koden ska knäckas".
Formativ bedömning kan även ske som självbedömning eller kollegial bedömning.
Forskning har visat att formativ bedömning ökar elevernas lärande. Både i Sverige och internationellt har diskussionen om betyg och bedömning fått en ökad fokusering på bedömningens roll i läroprocessen, elevens delaktighet i bedömningen, dokumentation av lärande och fortlöpande bedömning. Viktiga forskare inom området är bland andra Dylan Wiliam, Paul Black och Royce Sadler. Black och Wiliams teoretiska definition av formativ bedömning är "Practice in a classroom is formative to the extent that evidence about student achievement is elicited, interpreted, and used by teachers, learners, or their peers, to make decisions about the next steps in instruction that are likely to be better, or better founded, than the decisions they would have taken in the absence of the evidence that was elicited."